# Abiko Takamasa
Takamasa Abiko (sinh ngày 1 tháng 2 năm 1978) là một cầu thủ bóng đá người Nhật Bản.

## Sự nghiệp câu lạc bộ
Takamasa Abiko đã từng chơi cho Mito HollyHock.